# Ixanthus viscosus
Ixanthus viscosus är en gentianaväxtart som först beskrevs av William Aiton, och fick sitt nu gällande namn av August Heinrich Rudolf Grisebach. Ixanthus viscosus ingår i släktet Ixanthus och familjen gentianaväxter. Inga underarter finns listade i Catalogue of Life.